# Kepler-62c
Kepler-62c es un planeta extrasolar de un tamaño aproximado al de Marte descubierto en órbita alrededor de la estrella Kepler-62, la segunda más interna de cinco planetas descubiertos por el Telescopio Espacial Kepler de la NASA alrededor de Kepler-62. En el momento del descubrimiento era el segundo exoplaneta más pequeño en ser descubierto y confirmado con la nave espacial Kepler, después de Kepler-37b. Se encontró con el método de tránsito, en el que se mide la atenuación que un planeta provoca a su paso por delante de su estrella. Su  flujo estelar es de 25 ± 3 veces el de la Tierra.